# Juan Jiménez de Montalvo
Juan Jiménez de Montalvo (Olmedo, Espanha, 1551 - Lima, Peru, 1629) foi um ouvidor (juiz) da Real Audiencia de Lima e vice-rei interino do Peru (1621-1622).

## Biografia
Segundo seu biógrafo, Manuel Moreyra y Paz Soldán, Juan Jiménez de Montalvo era um nativo de Olmedo. Em 1598 foi designado ouvidor (juiz) da Real Audiência de Lima. Em 31 de dezembro de 1621, o vice-rei Francisco de Borja y Aragón embarcou para a Espanha. Sendo o mais antigo membro da Audiência, Jiménez de Montalvo tomou as rédeas do governo, como vice-rei interino.
Ele permaneceu no governo durante sete meses, até a chegada de Diego Fernández de Córdoba. Durante esse período presidiu as cerimônias para a proclamação do rei Filipe IV de Espanha e do juramento de fidelidade ao novo monarca.
Casou-se com Mayor Bravo de Saravia y Cáceres, uma nativa de Santiago do Chile, com quem teve quatro filhos. Um de seus filhos, Juan, tornou-se presidente do Conselho das Índias, na Espanha. Outro, Diego, foi um cavaleiro da Ordem de Santiago. Após a morte de Jimenez de Montalvo, a viúva se casou com outro ouvidor da Audiência de Lima, Francisco de Alfaro.